# محمود أبو وافية الكبيرة (قرية)
قرية محمود أبو وافية الكبيرة هي إحدى القرى التابعة لمركز الدلنجات في محافظة البحيرة في جمهورية مصر العربية. حسب إحصاءات سنة 2006، بلغ إجمالي السكان في محمود أبو وافية الكبيرة 4312 نسمة، منهم 2241 رجل و2071 امرأة.